# 加藤多一
加藤 多一（かとう たいち、1934年6月1日 - 2023年3月18日）は、日本の児童文学作家。

## 人物
北海道紋別郡滝上町生まれ。北海道大学教育学部卒業。在学中に砂沢喜代次、斎藤秋男が顧問を務める北大童話会「童話研究」創刊に参加する。
札幌市役所に入庁し、広報課長、市民文化室長などを歴任。札幌芸術の森オープンの実務責任者となる。1986年に市役所を退職し、稚内北星学園短期大学教授に就任（1992年に退任）する。
1976年に『白いエプロン白いヤギ』が日本童話会賞A賞、『ふぶきだ走れ』が第10回北海道新聞文学賞佳作を受賞し、童話作家としてデビュー。以後、主に北海道農村部を舞台とした児童小説を多く手がける。代表作『馬を洗って』は「戦争児童文学傑作選」にも収められている。
1981年には川村たかし、那須正幹らとともに児童文学創作集団「亜空間」結成に参加。同タイトルの雑誌「亜空間」を創刊した。
晩年は小樽市に居住。2023年3月18日、死去。88歳没。

## 受賞
- 1976年 『白いエプロン白いヤギ』で日本童話会賞A賞、『ふぶきだ走れ』で第10回北海道新聞文学賞佳作
- 1985年 『ふぶきの家のノンコ』で第1回北の児童文学賞
- 1986年 『草原 ぼくと子っこ牛の大地』で第26回日本児童文学者協会賞
- 1992年 『遠くへいく川』で第22回赤い鳥文学賞
- 1995年 北海道文化賞受賞[3]。

## 著書
- 『白いエプロン白いヤギ』（国松登絵、偕成社） 1976
- 『ふぶきだ走れ 北海道の童話集』（田村宏画、北海道新聞社） 1976
- 『ミス牧場は四年生』（田村宏絵、偕成社） 1977
- 『原野にとぶ橇』（佐藤忠良絵、偕成社） 1978
- 『おはよう白い馬』（岩淵慶造絵、岩崎書店） 1979
- 『夜空をかける青い馬』（津田光郎画、佼成出版社） 1980
- 『さっちゃんのあおいてぶくろ』（頓田室子絵、偕成社） 1981
- 『じてんしゃ特急、牧場行き』（小坂茂絵、偕成社） 1981
- 『ともだちみつけた』（奈良坂智子絵、講談社） 1981
- 『びんのむこうはあおいうみ』（小坂茂絵、金の星社） 1981
- 『牧場のまどがこおる日』（小坂茂絵、偕成社） 1982
- 『オンドリ飛べよ』（鵜川五郎え、大日本図書） 1984
- 『ふぶきの家のノンコ』（二部静世絵、岩崎書店） 1984
- 『草原 ぼくと子っこ牛の大地』（長新太絵、あかね書房） 1985
- 『風生まれる 幸来村物語』（小坂茂絵、新日本出版社） 1988
- 『チロをさがして』（大井戸百合子画、福武書店） 1988
- 『ふぶきだ走れ』（かみやしん画、岩崎書店） 1988
- 『風うたう 幸来村物語』（小坂茂絵、新日本出版社） 1989
- 『けむりの水』（太田大八絵、くもん出版） 1989
- 『北へ行く川』（北海道新聞社） 1990
- 『おおい! ぼくのズボン』（夏目尚吾え、新日本出版社） 1991
- 『遠くへいく川』（中村悦子画、くもん出版） 1991
- 『きこえるきこえる ぽう神物語』（内沢旬子絵、文渓堂） 1994
- 『馬を洗って…』（池田良二版画、童心社） 1995
- 『はるふぶき』（小林豊絵、童心社） 1999
- 『牧場・風がゆくところ フォト北海道』（北海道新聞社） 2000
- 『やぎさんへてがみ』（長野ヒデ子絵、教育画劇） 2000
- 『北の川をめぐる九つの物語』（北海道新聞社） 2001
- 『わらってごらんゆきだるま』（宮本忠夫絵、新日本出版社） 2002
- 『水の川・加藤多一の世界』（北海道新聞社） 2004
- 『ホシコ 星をもつ馬』（早川重章絵、童心社） 2006
- 『子っこヤギのむこうに』（くもん出版） 2007
- 『空に棲む』（日本児童文学者協会北海道支部、北海道児童文学シリーズ） 2010
- 『まがり道』（重岡静世絵、日本児童文学者協会北海道支部、北海道児童文学シリーズ） 2011
- 『赤い首輪のパロ フクシマにのこして』（汐文社） 2014
- 『オオカミの声が聞こえる』（地湧社） 2014